# This Love (cântec de Maroon 5)
"This Love" este un cântec al formației pop-rock Maroon 5. Este a doua piesă de pe albumul de debut al formației, Songs about Jane (2002) și al doilea extras pe single de pe album.

## Compoziție
Cântecul este compus de cântărețul și chitaristul Adam Levine împreună cu Jesse Carmichael (pian). Producția îi aparține lui Matt Vallace.

## Videoclip
A existat o controversă pornind de la anumite momente din videoclipul piesei, în care Adam este filmat împreună cu prietena sa, jucată de fotomodelul Kelly McKee. Pentru televiziune a fost lansată o versiune cenzurată, în care imaginile considerate indecente sunt acoperite cu flori generate pe computer.

## Extras pe single. Clasamente
This Love reprezintă cel de-al doilea single de pe albumul de debut, Songs about Jane.
Reușita în topuri nu este de neglijat în cazul său, dat fiind că piesa cucerește majoritatea clasamentelor, ajungând pe poziții fruntașe în țări precum Austria, Finlanda, Franța, Germania, Israel sau Italia. În topul U.S. Billboard Hot 100, piesa This Love reușește să atingă locul 5, o poziție destul de privilegiată pentru o formație în curs de promovare.

## Alte versiuni ale piesei
Piesa a fost preluată de alte formații, mai mult sau mai puțin cunoscute, printre care se numără Big Bang și formația rapper-ului american Kanye West. Datorită versurilor și a melodicității, piesa a fost abordată de participanți ai concursului American Idol.